# 出雲ドーム
出雲ドーム（いずもドーム）は、島根県出雲市の出雲健康公園内にある多目的ドーム施設。施設は出雲市が所有し、NPO法人出雲スポーツ振興21が指定管理者として運営管理を行っている。

## 概要・歴史
1992年（平成4年）に出雲市市政50周年記念事業で建設された（同年3月竣工）。工期は1990年（平成2年）10月から1992年（平成4年）5月で、設計施工は鹿島設計と鹿島建設が担当した。鹿島では、それまでも瀬戸大橋博覧会四国イベントプラザ（空海ドーム）、横浜博覧会横浜館、東京キリスト教学園礼拝堂、鹿島建設技術研究所振動台実験棟などの木造ドームの建設実績があったが、出雲ドームの建設にあたっては古代最大の木造建築・出雲大社を有する出雲市に木造の大空間構造を蘇えらせることがコンセプトとされた。
出雲ドームは木とテフロン膜にスチールを組み合わせたハイブリッド構造（張弦梁）で、ハイブリッド膜ドームとしては世界最大規模の建造物である（なお木造ドームでは1997年に秋田県大館市に長径の差し渡しが178メートルで出雲ドームより規模の大きい大館樹海ドームが完成している）。出雲ドームには米国オレゴン州ベンド産のベイマツが使用され、州内で製材・乾燥・加工が行われ、ポートランド港から神戸港を経て出雲市に輸送された。集成材の穴あけ加工は現地で行われ、ドームの屋根全体を地上近くで組み上げて木材の軽さを利用してドーム全体を一気にジャッキアップするプッシュアップ工法が採用された。
出雲ドームの構造は和傘の「蛇の目傘」を参考にしており36本のアーチ材を放射状に配している。
現在、出雲ドームは軟式野球、ラグビー、サッカー、ソフトボールなどの屋外球技を始めとした各種スポーツイベントやコンサート（出雲ドーム2000人の吹奏楽など）、プロレス興行などに使われている。また、毎年10月に開催される出雲全日本大学選抜駅伝競走（出雲駅伝）のゴール地点や、島根県のサイクリングモデルコース「くにびき海岸サイクリングコース」「島根半島満喫サイクリングコース」のスタート、ゴール地点にもなっている。
出雲ドームを中心とした健康公園は1998年から園地の拡張や施設の拡充が行われた。また開場時のグラウンドは全面クレー舗装だったが、2000年に人工芝を敷設した。
出雲ドームでは開場当初、中国地区高等学校野球大会など高校野球（硬式野球）の公式戦を1992年春季に開催したことがあるが、フィールドの野球使用時の規格は両翼90m、中堅110mと狭隘な上に天井も低いため「打球が飛び過ぎる」という指摘が相次いだ事から、その後はアマチュア硬式の公式戦は行われておらず、練習試合や雨天時の練習などで使われている。
ドーム内の資料室には大野豊、梨田昌孝、佐々岡真司、和田毅らプロ野球をはじめとする島根県のスポーツ選手に関する資料・記念品が展示されている。
なお、出雲もくもくドームという愛称で呼ばれることもある。躯体が「木造」であることと、旧国名の出雲国に引っ掛けて雲が「もくもく」と立ち込めるイメージから施工企業などにより命名されたものだが、市が定めた正式な愛称ではない。
なお、namco（現：バンダイナムコエンターテインメント）から1992年末に発売されたファミコンソフト『ファミスタ'93』では、3つ登場する使用球場の1つに、出雲ドームがモデルとなった「もくぞうドーム」がある。

## 施設概要
- 屋根：大断面構造用集成材による木質系立体張弦アーチ構造、テンション膜構造
- 建物高さ：48.9m（最高部53.9m）
- 外壁：ポリカーボネート製大型ジャロジー（うち8スパンは電動式で回転開放可）
- グラウンド面積：11,140.08m2
- （野球使用時）両翼：90m、中堅：110m
- （陸上競技使用時）250mトラック・100m直走路
- （ラグビー使用時）96m×64m、インゴール114m
- （サッカー使用時）100m×68m
- 内外野：人工芝（パイル長13mm）
- 照明設備：直接照明・間接照明併用（点灯パターンにより照度変更可能）
- スコアボード：LED式
- 収容人員：2,500人（座席）、最大：5,000人、グラウンド内使用：10,000人

## 公園内その他の施設
- クラブハウス
- 健康センター
- 多目的運動場
- 少年野球・ソフトボール場
- スケートボード場
- ゲートボール場
- いずもオロチコンビ（滑り台を内包する大型遊具）

## 交通
- 出雲市駅からタクシー約10分